# Konawa
Konawa – miejscowość w Stanach Zjednoczonych, w stanie Oklahoma, w hrabstwie Seminole.